# Matn as-Sahil
Matn as-Sahil (arab. متن الساحل) – miejscowość w Syrii, w muhafazie Tartus. W 2004 roku liczyła 2101 mieszkańców.